# Distretto di Tiexi (Anshan)
Il distretto di Tiexi (铁西区S, Tiěxī QūP) è un distretto della Cina, situato nella provincia di Liaoning e amministrato dalla prefettura di Anshan.